# Municipio de New Lenox
El municipio de New Lenox (en inglés: New Lenox Township) es un municipio ubicado en el condado de Will en el estado estadounidense de Illinois. En el año 2010 tenía una población de 40 270 habitantes y una densidad poblacional de 432,62 personas por km².

## Geografía
El municipio de New Lenox se encuentra ubicado en las coordenadas 41°30′40″N 87°57′51″O / 41.51111, -87.96417. Según la Oficina del Censo de los Estados Unidos, el municipio tiene una superficie total de 93.08 km², de la cual 92,89 km² corresponden a tierra firme y (0,21 %) 0,2 km² es agua.

## Demografía
Según el censo de 2010, había 40 270 personas residiendo en el municipio de New Lenox. La densidad de población era de 432,62 hab./km². De los 40 270 habitantes, el municipio de New Lenox estaba compuesto por el 95,98 % blancos, el 0,84 % eran afroamericanos, el 0,2 % eran amerindios, el 0,75 % eran asiáticos, el 1,08 % eran de otras razas y el 1,15 % eran de una mezcla de razas. Del total de la población el 5,6 % eran hispanos o latinos de cualquier raza.